# كم شن ووك
كيم شين ووك (الكورية: 김신욱)؛ مواليد 14 أبريل 1988) هو لاعب كرة قدم كوري جنوبي يلعب لصالح نادي أولسان هيونداي في الدوري الكوري الجنوبي. يجيد اللعب في خط الهجوم.

## انجازات
أولسان هيونداي
- دوري أبطال آسيا (1): 2012

## وصلات خارجية
- سجل الاعب
- كم شن ووك على موقع الاتحاد الدولي (مؤرشف)  (الإنجليزية)
- كم شن ووك على موقع دوري كوريا الجنوبية (الإنجليزية)
- كم شن ووك على موقع قاعدة بيانات كرة القدم.إي يو (الإنجليزية)
- كم شن ووك على موقع ناشيونال فوتبول تيمز (الإنجليزية)
- كم شن ووك على موقع Soccerway.com (الإنجليزية)
- كم شن ووك على موقع AS.com (الإسبانية)